# Jadu (Musikerin)
Jadu (* 26. August 1988 in Bad Essen, bürgerlich Jadula Freydank ehem. Jadula Laciny) ist eine deutsche Musikerin. Sie wohnt in Berlin und Los Angeles.

## Leben & Karriere
Jadu wurde am 26. August 1988 in Bad Essen geboren. 2007 zog sie nach Osnabrück. 2013 lernte sie Marten Laciny, besser bekannt als Rapper Marteria und dessen Alter Ego Marsimoto, kennen, den sie 2015 heiratete. 2019 trennten sie sich und ließen sich später scheiden.
Jadu spielt neben Schlagzeug auch Gitarre. Mit dem Rapper Chefket war sie 2013 als Live-Gitarristin auf Tour, mit Auftritten u. a. auf dem Splash Festival 2013. Zusammen mit ihrem Ehemann und Campino schrieb sie 2017 den Titeltrack zu dem Die-Toten-Hosen-Album Laune der Natur, für den sie eine Platinauszeichnung erhielt.
2019 veröffentlichte sie das Album Nachricht vom Feind, das aufgrund der martialischen Symbolik für Aufsehen sorgte. Sie selbst bezeichnet ihren Stil als „Military Dream Pop“, die Medien ziehen auf Grund der Symbolik eine Verbindung zu Rammstein. Musikalisch verwendete sie auf ihrem Debütalbum sowohl Stilelemente der Popmusik, der Neuen Deutschen Härte als auch der klassischen Musik. Stilistisch auffällig sind die theatralischen Inszenierungen, sowie ein klarer Fokus auf Sprache und lyrische Struktur.

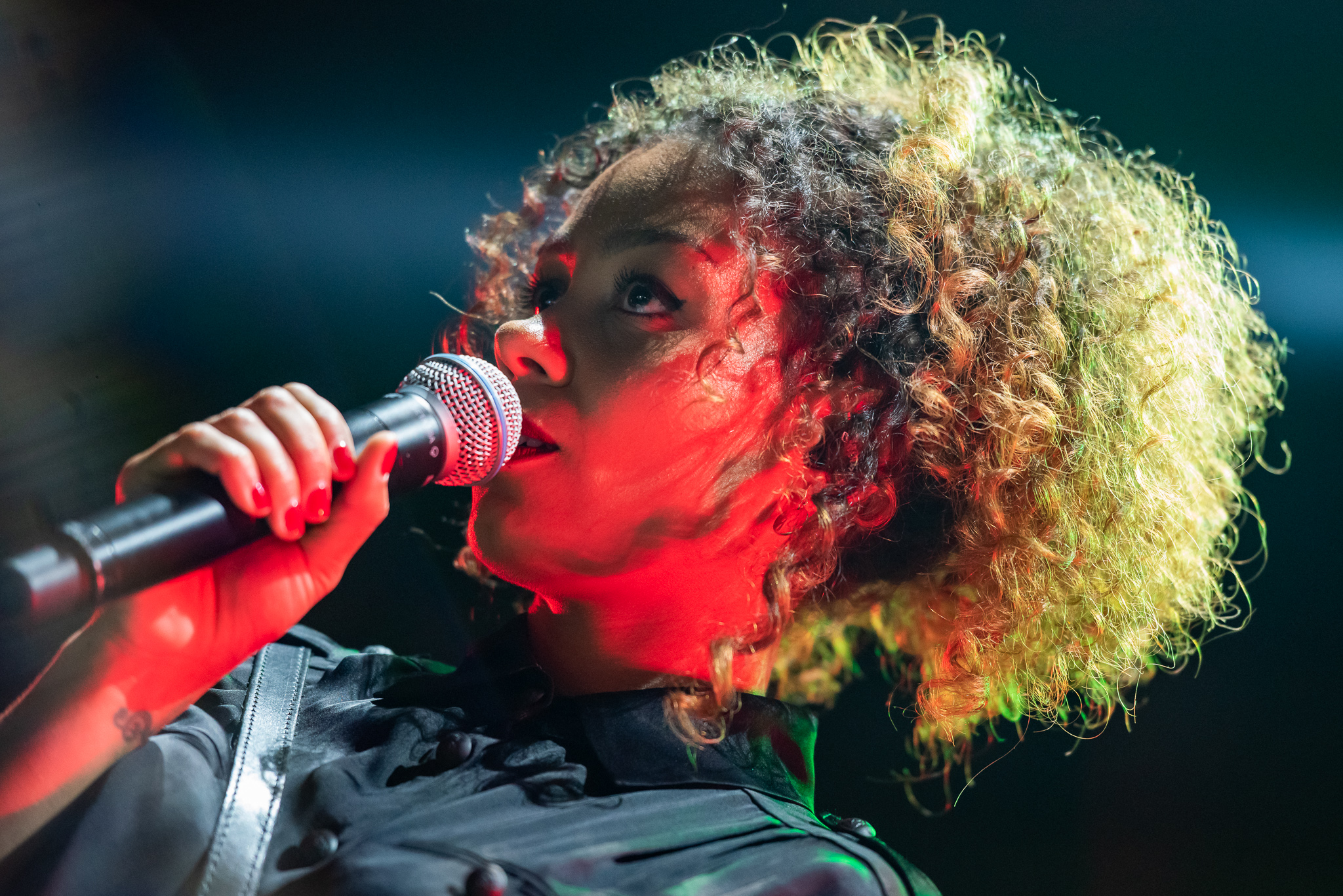
Jadu bei Rock im Park 2019

Ein zentrales Merkmal ihrer künstlerischen Arbeit ist der gezielte Einsatz von Metaphorik. Ihre Texte bestehen aus provokanten Zeilen, die häufig gesellschaftskritische Themen aufgreifen und mit einem bewusst eingesetzten Kriegsvokabular spielen. Inhaltlich kreisen viele ihrer Lieder um die Liebe in unterschiedlichen, oft auch sehr düsteren Facetten – von Hingabe über Macht bis zu Selbstaufgabe oder Zerstörung. Einer ihrer Songs beschreibt beispielsweise das Verhältnis von Eva Braun und Adolf Hitler. 

2019 hielt Jadu einen Vortrag über ihre Lyrik und Kompositionen an der Zürcher Hochschule der Künste (ZHdK). Dieser fand im Rahmen einer Kooperation der Departemente Musik sowie Kunst & Medien (Bachelor Fine Arts) statt.

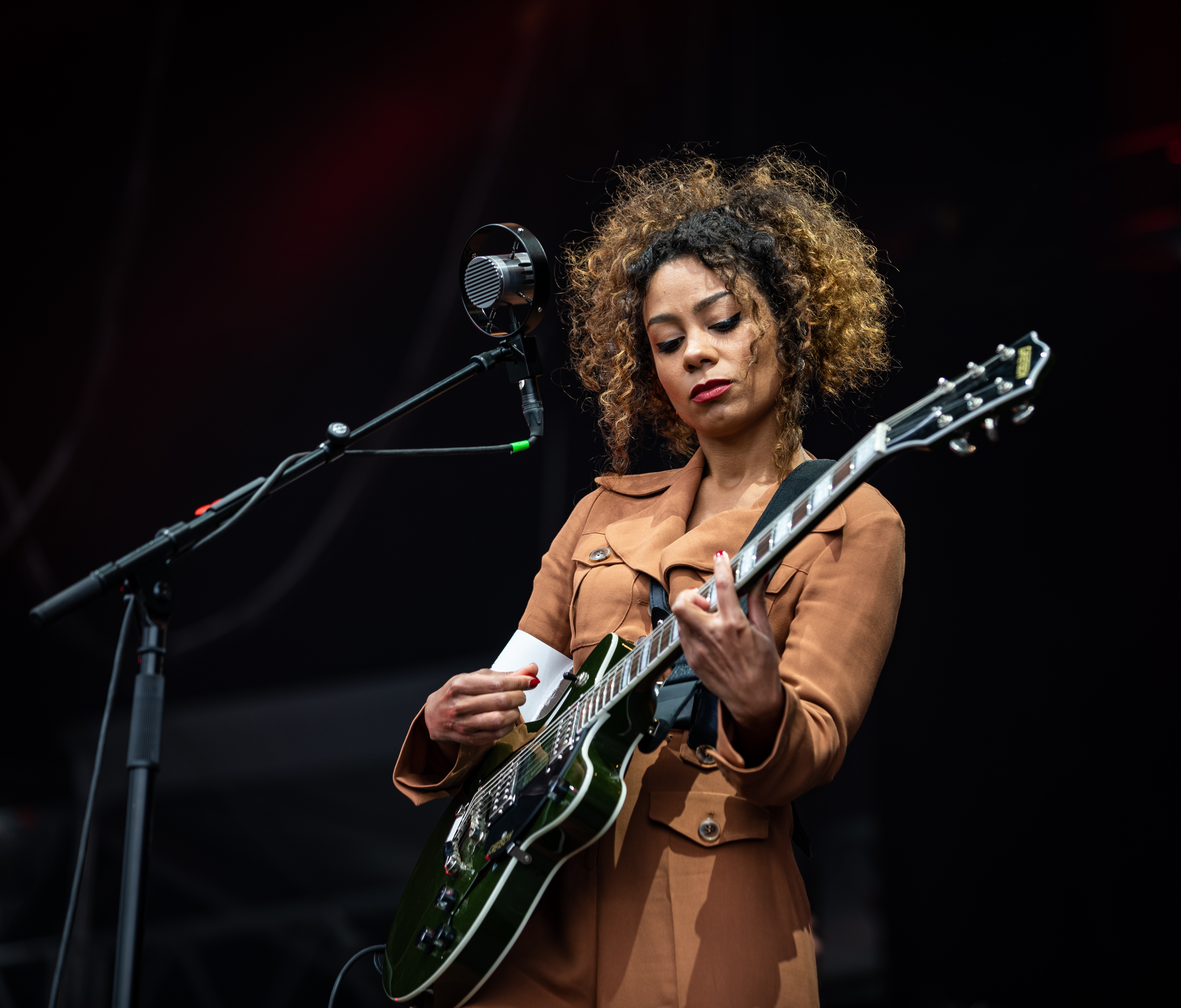
Jadu bei Rock am Ring 2019

2020 eröffnete sie als Special Guest von Till Lindemann die Shows seines Soloprojekts Lindemann auf Europatour.
2022 erschien Jadus zweites Studioalbum Modus Operandi, das am 16. September veröffentlicht wurde. Das 11-Track starke Werk verbindet industriellen Brachial-Rock mit orchestralen Elementen, psychedelischem Dream-Pop, atmosphärischem Trip-Hop, sowie elektronischen und postpunkartigen Einflüssen. Die stilistische Vielfalt reicht von Spoken Word über Balladen, Jazzpop, Chanson bis zu theatralisch inszenierten Klangräumen. Thematisch steht das Album im Zeichen existenzieller Reflexion: Jadu seziert darin persönliche wie gesellschaftliche Abgründe, zwischenmenschliche Grauzonen und emotionale Widersprüche. Ihre Texte arbeiten mit provokanten Metaphern, bewusst eingesetztem oft doppeldeutigem Vokabular und einer dichten Bildsprache. Mit Modus Operandi legte die Berliner Musikerin ein konzeptuell durchdachtes Werk vor, das zugleich intim, poetisch und politisch lesbar ist.
2022 eröffnete sie als Special Guest die Deutschlandshows der US-amerikanischen Rockband Ayron Jones. 

## Diskografie
Alben
- 2019: Nachricht vom Feind (Album, Deserteur/Groove Attack)
- 2022: Modus Operandi (Album, Deserteur/Groove Attack)

Singles
- 2017: Treibjagd (Staatsakt / Caroline / Universal Music)
- 2018: Uniform (Deserteur)
- 2019: Todesstreifen (Deserteur)
- 2019: Friedliche Armee (feat. Nessi; Deserteur)
- 2019: Der Feind/Frühling in Schwerin/Die Erlösung (Jadu & das Metropolis Orchester Berlin) (Deserteur)
- 2020: Auf drei[17]
- 2021: Der goldene Schluss[2]
- 2021: Stockholm
- 2022: Gefährliche Männer
- 2022: Abwärts (feat. Dissy)
- 2022: Frau von Welt

Gastbeiträge/Songwriting
- 2015: Illegalize It und Usain Bolt (Gitarre) auf Ring der Nebelungen von Marsimoto
- 2017: El Presidente (Lyrics) und Blue Marlin (Chorgesang) auf Roswell von Marteria
- 2017: Laune der Natur (Songwriting) auf Laune der Natur von Die Toten Hosen
- 2018: Vespa Gang feat. Jadula Rasa[18][19] (Gesang) auf Verde von Marsimoto[20]